# Genesis Nomad
Genesis Nomad（又稱為SEGA Nomad），通稱Nomad，是日本電子遊戲商世嘉於1995年10月在北美發行的16位元掌上遊戲機，為世嘉家用遊戲機Sega Genesis（在北美以外地區被稱為Mega Drive）的衍生機型，同時是世嘉開發的最後一部掌上遊戲機。
Genesis Nomad之硬體架構以日本限定的航空特供遊戲機Mega Jet為基礎，與Sega Genesis大致相同。Genesis Nomad可遊玩幾乎所有的SEGA Genesis遊戲，然而並不支援大多數的SEGA Genesis配件，使其無法遊玩SEGA Master System、Sega CD（在北美以外地區稱為Mega-CD）及32X（在北美以外地區稱為Super 32X）平臺之遊戲。由於世嘉在Genesis Nomad推出後不久便將多數研發資源轉移至其次世代主機世嘉土星的開發上，Genesis Nomad很快便淡出市場。

## 歷史

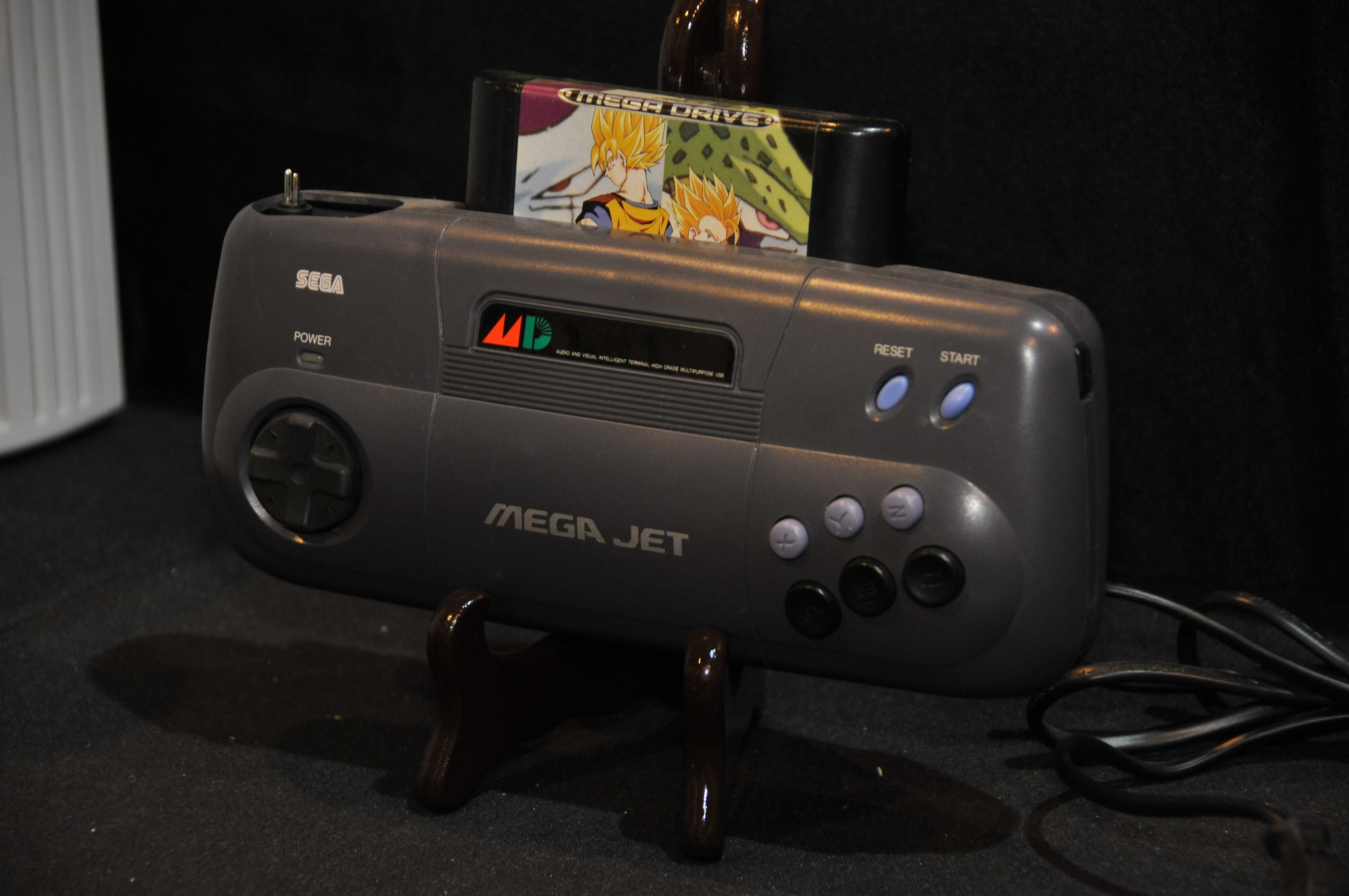
Mega Jet是僅於日本推出的行動版Mega Drive，啟發了Genesis Nomad的設計

Mega Drive（在北美地區被稱為Sega Genesis）於1988年發售，銷售量達3075萬部，是世嘉歷年來最成功的主機。世嘉在日本與日本航空合作推出了行動版Mega Drive，即Mega Jet，配備於機上供旅客使用。由於Mega Jet仍需要外接電源及顯示螢幕才能運作，因此除了機上以外，只有少數配備電視及點菸器的汽車能夠裝設Mega Jet。Mega Jet曾在1994年於百貨通路少量發售，不過銷量不佳。
為了研發自家掌上遊戲機Game Gear的後繼者（開發代號為「金星計劃」），美國世嘉原先預計推出採用觸控螢幕的主機，概念與老虎電子推出的Game.com相似；不過因為觸控螢幕技術在當時所費不貲（據預測若採用此技術，主機的製造成本將達到每部289美元之多），美國世嘉最後決定改研發「行動版的Sega Genesis」，即後來的Genesis Nomad，不過美國世嘉高層仍然花費了一些時間衡量製造成本，金星計劃的研發時程也因而被向後推遲了數個月才繼續。美國世嘉期望透過Sega Genesis在北美地區的廣大玩家基數，促進Genesis Nomad的銷售。此外，Genesis Nomad是當時唯一能與電視連接的掌上遊戲機。
1995年10月，Genesis Nomad在北美地區首發，售價為179美元。當時，Sega Genesis已經進入市場約有五年之久，遊戲陣容逾500款。美國世嘉原先預定將由世嘉技術開發研究所製作的《The Ooze》作為首發遊戲，不過最後此計畫沒有實現。據時任美國世嘉研發部門負責人喬·米勒（Joe Miller）表示，Genesis Nomad的市場定位其實並不是Game Gear的繼任者，而日本世嘉也並沒有推出Game Gear繼任者的計畫。
由於Mega Drive在日本的銷量不佳，同時其次世代家用遊戲機世嘉土星與索尼PlayStation的競爭正進入白熱化階段，時任日本世嘉執行長中山隼雄決定中止Mega Drive衍生機型及其配件的開發，以轉移資源集中至世嘉土星的軟硬體研發上。同時，掌上遊戲機市場龍頭任天堂的Game Boy系列因為《精靈寶可夢 紅·綠》推出引爆熱潮，主機銷量反轉向上，使Genesis Nomad更無力與其競爭。至1999年時，Genesis Nomad已基本淡出市場，庫存主機售價也僅剩不到首發時的三分之一。

## 硬體

### 簡介

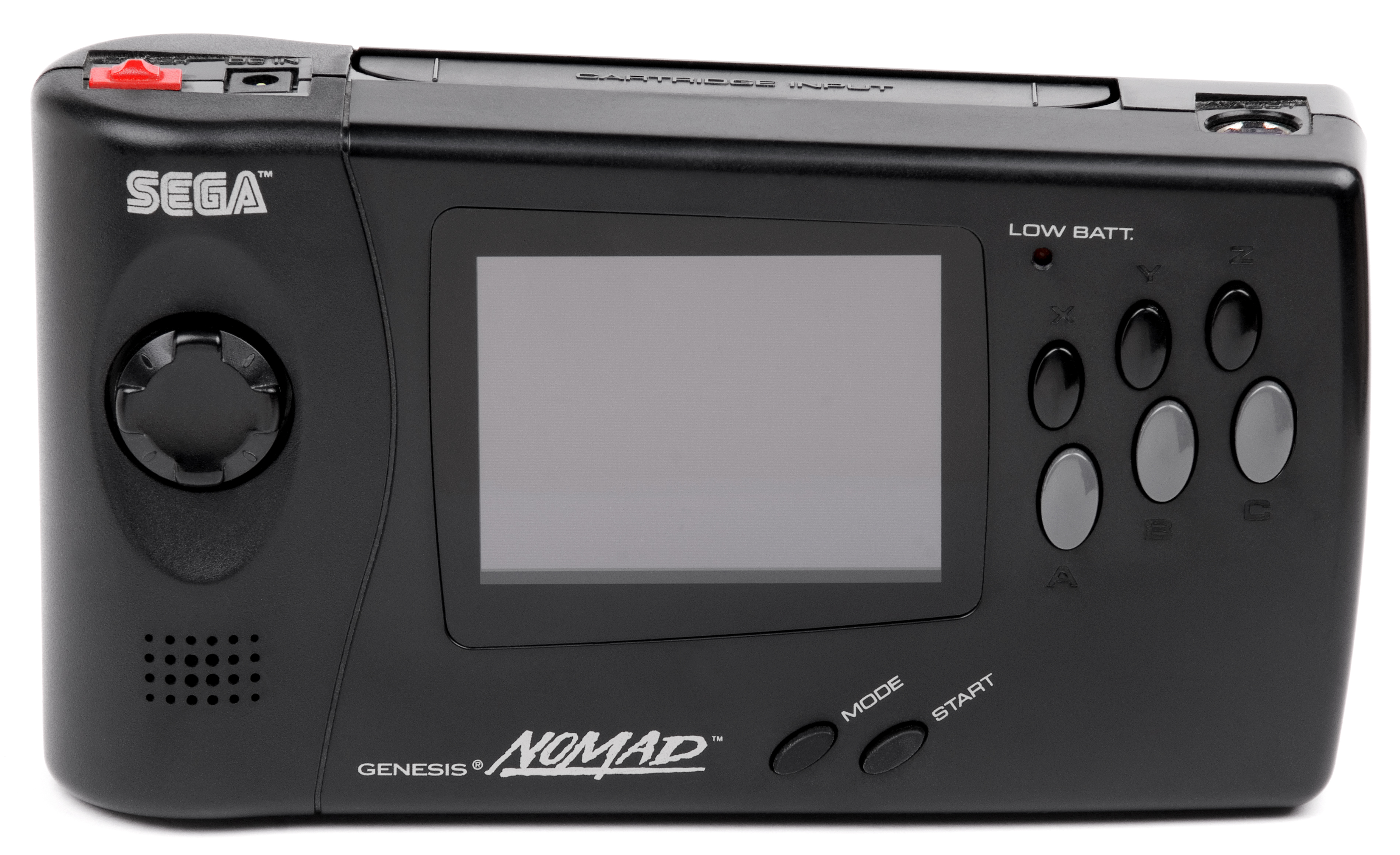
Genesis Nomad主機正面外觀

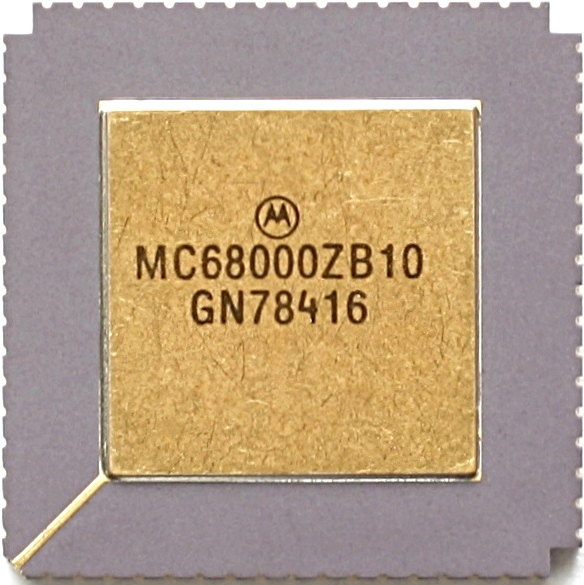
一顆摩托罗拉68000，型號與Genesis Nomad搭載的處理器型號非常相似

Genesis Nomad之硬體架構與Mega Drive/Sega Genesis相仿，兩者擁有相同的記憶體容量、顯示及音效機能，差別在於Genesis Nomad可不須外接電源獨立運作。Genesis Nomad主機之長、寬、高分別為255公釐×113公釐×38公釐，按鈕配置與世嘉的掌上遊戲機Game Gear相似，不過Game Gear只有3個主要按鍵，Genesis Nomad則有6個主要按鍵，以支援部分需要全部6個按鍵的後期Sega Genesis遊戲。此外，Genesis Nomad支援雙人遊玩，不過第二玩家必須使用外接控制器，第一玩家只能使用主機配備的按鍵遊玩。
Genesis Nomad採用與Sega Genesis相同的摩托罗拉68000為其中央處理器（CPU）。Genesis Nomad主機配有一面對角線寬度為3.25英寸（83公釐）的背光被動矩陣液晶螢幕，解析度為320×224像素，共支援512色顯示，同時發色數可達64色。不過由於螢幕尺寸不大，在遊玩遊戲時容易出現動態模糊現象，尤其是在畫面迅速捲動時。
Genesis Nomad使用AA電池作為主要電力來源；由於Genesis Nomad消耗的電量比Game Gear更多，因此在6顆電池電量全滿的情況下，其續航力僅達2至3小時。此外，也可直接使用Genesis 2（在北美以外地區稱為稱為Mega Drive 2）或Game Gear主機附帶的AC變壓器、電池擴充包「Genesis Nomad PowerBack」（MK-6102/6103）以及Game Gear車上輔助電源配件（MK-2115）等外接電源為Genesis Nomad充電。由於Genesis Nomad並沒有一般Sega Genesis主機上有的重置鍵，使得部分需要重置鍵才能通關的遊戲（如《X戰警》等）實際上無法遊玩。

### 配件
Genesis Nomad與部分SEGA Genesis配件相容，如SEGA Genesis控制器3按鍵及6按鍵版本（MK-1650/MK-1653）、SEGA Activator、Team Player Adaptor（MK-1647）、Mega Mouse（MK-1645）以及SEGA Channel與XBAND等網路服務相關配件，不過並不支援Power Base Converter（MK-1620）、SEGA CD（在北美以外地區稱為Mega-CD）及32X（在北美以外地區稱為Super 32X）等配件，使Genesis Nomad無法遊玩Master System、SEGA CD及32X平臺之作品，而僅能單純遊玩SEGA Genesis遊戲。

## 遊戲陣容
Genesis Nomad沒有任何獨佔遊戲，所有遊戲陣容皆來自於既有的Sega Genesis遊戲陣容。在Genesis Nomad發售時，市場中已有約500款遊戲供選擇，不過Genesis Nomad本身並沒有同捆遊戲。同時，Genesis Nomad也與大部分的Sega Genesis配件不相容，使得Genesis Nomad無法遊玩任何SEGA Master System、Sega CD及32X平臺之遊戲。此外，Genesis Nomad預設具備兩種鎖區方法，使其不能遊玩北美地區以外發售之遊戲，不過皆已經遭到民間破解。

## 評價與影響
輿論對Genesis Nomad的評價褒貶不一。《GamePro》的布萊克·史諾爾（Blake Snow）將Genesis Nomad列為「銷量最差的掌上遊戲機前10名」名單中的第五名，批評主機進入市場的時機點過差、宣傳力道不足以及續航力過低；Allgame的斯科特·艾倫·馬瑞歐（Scott Alan Marriott）表示Genesis Nomad銷量平淡的原因不只有推出時機點不對的緣故：「（Genesis）Nomad失敗的原因很可能包括時機點過差、世嘉本身的企業信譽問題以及主機相對較高的售價（而且沒有同捆遊戲），使得那些持有SEGA Genesis的玩家無法輕易下手再購買另一部16位元電子遊戲機。」不過《Retro Gamer》的斯圖爾特·亨特（Stuart Hunt）讚譽了GenesisNomad，在一篇回顧評論中稱Genesis Nomad是「第一部真正的16位元掌上遊戲機」，並認為它是SEGA Genesis的最佳衍生機型。他同時也對Genesis Nomad的收藏價值做了概述，最後總結表示：「如果世嘉能在Mega Drive 2推出之前就以（Genesis）Nomad的概念設計出硬體，並以Mega Drive的繼任者的身分推出的話，也許世嘉就能成功實現最初的目標，也就是延長Mega Drive在北美地區的生命週期。」此外，《The Verge》的克里斯·普蘭特（Chris Plante）跟Eurogamer的約翰·林納曼（John Linneman）皆把Genesis Nomad與任天堂於2017年推出的家用/掌上混合式遊戲機任天堂Switch進行了比較。

## 外部連結
- 官方网站 （英文）
- SEGA Retro （页面存档备份，存于） （英文）
- Gaming Historian （页面存档备份，存于） （英文）
- 美國世嘉出版的主機使用說明書（页面存档备份，存于） （英文）